# Католицька церква в Східному Тиморі
Като́лицька це́рква в Схі́дному Тимор́і — найбільша християнська конфесія Східногу Тимору. Складова всесвітньої Католицької церкви, яку очолює на Землі римський папа. Керується конференцією єпископів. Станом на 2004 рік у країні нараховувалося близько 767 000 католиків (93,2% від усього населення). Існувало 2 діоцезій, які об'єднували 37 церковних парафій.  Кількість  священиків — 113 (з них представники секулярного духовенства — 44, члени чернечих організацій — 69), постійних дияконів — 0, монахів — 195, монахинь — 289.

## Історія
У 1515 році португальські домініканські монахи висадилися на Тиморі та почали проповідувати католіцизм. Під час португальського колоніального правління католицькі священики мали більший вплив на населення Тимору, аніж місцева влада, та в певних ситуаціях захищали тубільців від колонізаторів. У 1974 році, при проголошенні незалежності Східного Тимору, католиками були 20% населення. У період індонезійської окупації католицька церква також відігравала захисну роль для тиморців, зокрема в здобутті незалежності брали участь єпископи Мартіньйо да Коста Лопес та Карлуш Белу. Під час референдуму про незалежність 1999 року та залякувальних акцій індонезійських військових католицькі священики публічно підтримували рух за незалежність. Станом на 1999 рік католиками були більше 90% населення країни.